# Bloomsdale
Bloomsdale és una població dels Estats Units a l'estat de Missouri. Segons el cens del 2000 tenia 419 habitants.

## Demografia
Segons el cens del 2000, Bloomsdale tenia 419 habitants, 173 habitatges, i 120 famílies. La densitat de població era de 100,5 habitants per km².
Dels 173 habitatges en un 30,6% hi vivien nens de menys de 18 anys, en un 60,7% hi vivien parelles casades, en un 8,1% dones solteres, i en un 30,1% no eren unitats familiars. En el 27,2% dels habitatges hi vivien persones soles el 15% de les quals corresponia a persones de 65 anys o més que vivien soles. El nombre mitjà de persones vivint en cada habitatge era de 2,42 i el nombre mitjà de persones que vivien en cada família era de 2,94.
Per edats la població es repartia de la següent manera: un 24,8% tenia menys de 18 anys, un 8,5% entre 18 i 24, un 27,2% entre 25 i 44, un 22,7% de 45 a 60 i un 16,9% 65 anys o més.
L'edat mediana era de 36 anys. Per cada 100 dones de 18 o més anys hi havia 94,4 homes.
La renda mediana per habitatge era de 43.125 $ i la renda mediana per família de 61.429 $. Els homes tenien una renda mediana de 39.688 $ mentre que les dones 22.857 $. La renda per capita de la població era de 17.714 $. Entorn del 3,8% de les famílies i el 6,1% de la població estaven per davall del llindar de pobresa.

## Poblacions més properes
El següent diagrama mostra les poblacions més properes.